# Greifenstein
Hrad Greifenstein se nalézá u osady Greifenstein v obci Sankt Andrä-Wördern v okrese Tulln, severně od Vídně v Dolních Rakousích.

## Poloha
Hrad je postaven vysoko na skále v lese nad Dunajem.

## Historie
Hrad byl postaven patrně v raném 11. století. Poprvé je zmíněn v dokumentech roku 1135. V té době měl již významnou úlohu v obranném systému podél Dunaje. Velmi často docházelo ke změnám majitelů hradu. V průběhu dějin byl několikrát dobýván a poškozen, ale opakovaně docházelo k jeho opravám. Obydlen byl až do roku 1770 a postupně chátral.
Hrad je v soukromém vlastnictví. Brzy ráno dne 16. září 2006 došlo k požáru v hradní restauraci, který poškodil strop rytířského sálu.